# トライバルセンプー
トライバルセンプー(Tribal Sempu )は、日本のアングロアラブ系種の競走馬、種牡馬。主な勝ち鞍に1980年の楠賞全日本アラブ優駿、アラブ王冠賞、勝島賞など。

## 来歴
- 特記事項なき場合、本節の出典はJBISサーチ[2]

1979年にデビューし、1戦して1勝を挙げる。4歳時の1980年は13戦して7勝、2着3回の成績を残し、4月25日の千鳥賞は2着に終わるが、5月27日園田競馬場での楠賞全日本アラブ優駿ではエバラポールを下して優勝。馬主の大野雅子が歌手の北島三郎夫人ということもあって、当日の園田競馬場には北島が来場し口取り式に加わった。10月にはアラブ王冠賞、11月に勝島賞に勝ち、1980年限りで競走生活から退いた。

## 引退後
引退後は種牡馬となり、2004年度までに血統登録頭数は1260頭、出走頭数はそのうちの1155頭を記録した。供用終了後の動向は不明。

### 主な産駒
- シルバーブリツト（全日本アラブクイーンカップなど）[5]
- アサリユウセンプー（楠賞全日本アラブ優駿、西日本アラブダービーなど）[6]
- ムサシボウホマレ（楠賞全日本アラブ優駿など）[7]
- グリンダイオー（西日本アラブダービー、福山大賞典2回など）[8]
- コウザンハヤヒデ（楠賞全日本アラブ優駿など）[9]
- ハイセンプー（福山三冠馬）[10]
- トライバルサンダー（兵庫大賞典など）[11]
- キングトライ（とちぎアラブ大賞典など）[12]
- クインラマ（兵庫アラブクイーンカップなど）[13]
- ミスハクギン（サラ混合の笠松オールカマーなど通算29勝）[14]
- マーキュリサンダー（盛岡・アラブ大賞典など）[15]
- ローゼンセンプー（北日本アラブ優駿など）[16]
- トライバルキング（北関東アラブ王冠など）[17]

## 血統表
| トライバルセンプーの血統             | トライバルセンプーの血統                                                           | トライバルセンプーの血統                                                           | （血統表の出典）                                                                   | （血統表の出典） |
| 父系                                 | プリンスリーギフト系                                                               | プリンスリーギフト系                                                               | プリンスリーギフト系                                                               | [ § 2 ]          |
| 父 サラ トライバルチーフ 1967 黒鹿毛 | 父の父Princely Gift 1951 鹿毛                                                      | Nasrullah                                                                          | Nearco                                                                             | Nearco           |
| 父 サラ トライバルチーフ 1967 黒鹿毛 | 父の父Princely Gift 1951 鹿毛                                                      | Nasrullah                                                                          | Mumtaz Begum                                                                       |                  |
| 父 サラ トライバルチーフ 1967 黒鹿毛 | 父の父Princely Gift 1951 鹿毛                                                      | Blue Gem                                                                           | Blue Peter                                                                         | Blue Peter       |
| 父 サラ トライバルチーフ 1967 黒鹿毛 | 父の父Princely Gift 1951 鹿毛                                                      | Blue Gem                                                                           | Sparkle                                                                            |                  |
| 父 サラ トライバルチーフ 1967 黒鹿毛 | 父の母Mwanza                                                                       | Petition                                                                           | Fair Trial                                                                         | Fair Trial       |
| 父 サラ トライバルチーフ 1967 黒鹿毛 | 父の母Mwanza                                                                       | Petition                                                                           | Art Paper                                                                          |                  |
| 父 サラ トライバルチーフ 1967 黒鹿毛 | 父の母Mwanza                                                                       | Lake Tanganyika                                                                    | Ujiji                                                                              | Ujiji            |
| 父 サラ トライバルチーフ 1967 黒鹿毛 | 父の母Mwanza                                                                       | Lake Tanganyika                                                                    | Blue Girl                                                                          |                  |
| 母 インターシユウホウ 1973 栗毛      | 母の父サラ インターナシヨナル 1956 鹿毛                                            | *ライジングフレーム                                                                | The Phoenix                                                                        | The Phoenix      |
| 母 インターシユウホウ 1973 栗毛      | 母の父サラ インターナシヨナル 1956 鹿毛                                            | *ライジングフレーム                                                                | Admirable                                                                          |                  |
| 母 インターシユウホウ 1973 栗毛      | 母の父サラ インターナシヨナル 1956 鹿毛                                            | *テツノヒビキ                                                                      | Gladiolo                                                                           | Gladiolo         |
| 母 インターシユウホウ 1973 栗毛      | 母の父サラ インターナシヨナル 1956 鹿毛                                            | *テツノヒビキ                                                                      | Dark Olga                                                                          |                  |
| 母 インターシユウホウ 1973 栗毛      | 母の母アラブ シユウホウ 1965 鹿毛                                                  | 久艶                                                                               | 遠汐                                                                               | 遠汐             |
| 母 インターシユウホウ 1973 栗毛      | 母の母アラブ シユウホウ 1965 鹿毛                                                  | 久艶                                                                               | 琢斗                                                                               |                  |
| 母 インターシユウホウ 1973 栗毛      | 母の母アラブ シユウホウ 1965 鹿毛                                                  | 有汎                                                                               | *ニーフアン                                                                        | *ニーフアン      |
| 母 インターシユウホウ 1973 栗毛      | 母の母アラブ シユウホウ 1965 鹿毛                                                  | 有汎                                                                               | 望朝                                                                               |                  |
| 5代内の近親交配                      | Nearco 4 × 5 = 12.50%、ニーフアン 4 × 5 = 9.38%、Pharos・Fairway 5 × 5 × 5 = 9.38% | Nearco 4 × 5 = 12.50%、ニーフアン 4 × 5 = 9.38%、Pharos・Fairway 5 × 5 × 5 = 9.38% | Nearco 4 × 5 = 12.50%、ニーフアン 4 × 5 = 9.38%、Pharos・Fairway 5 × 5 × 5 = 9.38% | [ § 3 ]          |
| 出典                                 | 1. 2. 3.                                                                           | 1. 2. 3.                                                                           | 1. 2. 3.                                                                           | 1. 2. 3.         |